# Стабек
«Стабек» (норв. Stabæk) — норвезький футбольний клуб із Берума, заснований 1912 року. Виступає у найвищому дивізіоні Норвегії.

## Історія
Клуб засновано 16 березня 1912 року у місті Берум, губернія Акерсгус, Норвегія. Клуб є складовою частиною спортивної організації Stabæk IF.
Назву клуб отримав від зони передмістя Стабек, де він і був заснований.
Після довгих невдалих сезонів перший успіх прийшов до команди у 1998 році, коли «Стабек» виграв Кубок Норвегії, перегравши у фіналі «Русенборг».
2004 року «Стабек» вилетів із Вищого дивізіону. Але шведський тренер Ян Єнссон, який того року прийшов до команди, вже в першому ж сезоні повернув клуб до Тіппеліги. 2008 року «Стабек» виграв перший у своїй історії чемпіонський титул.
Після цього команда ще кілька разів ставала призером чемпіонату країни. 2009 року виграла Суперкубок Норвегії.

## Стадіон

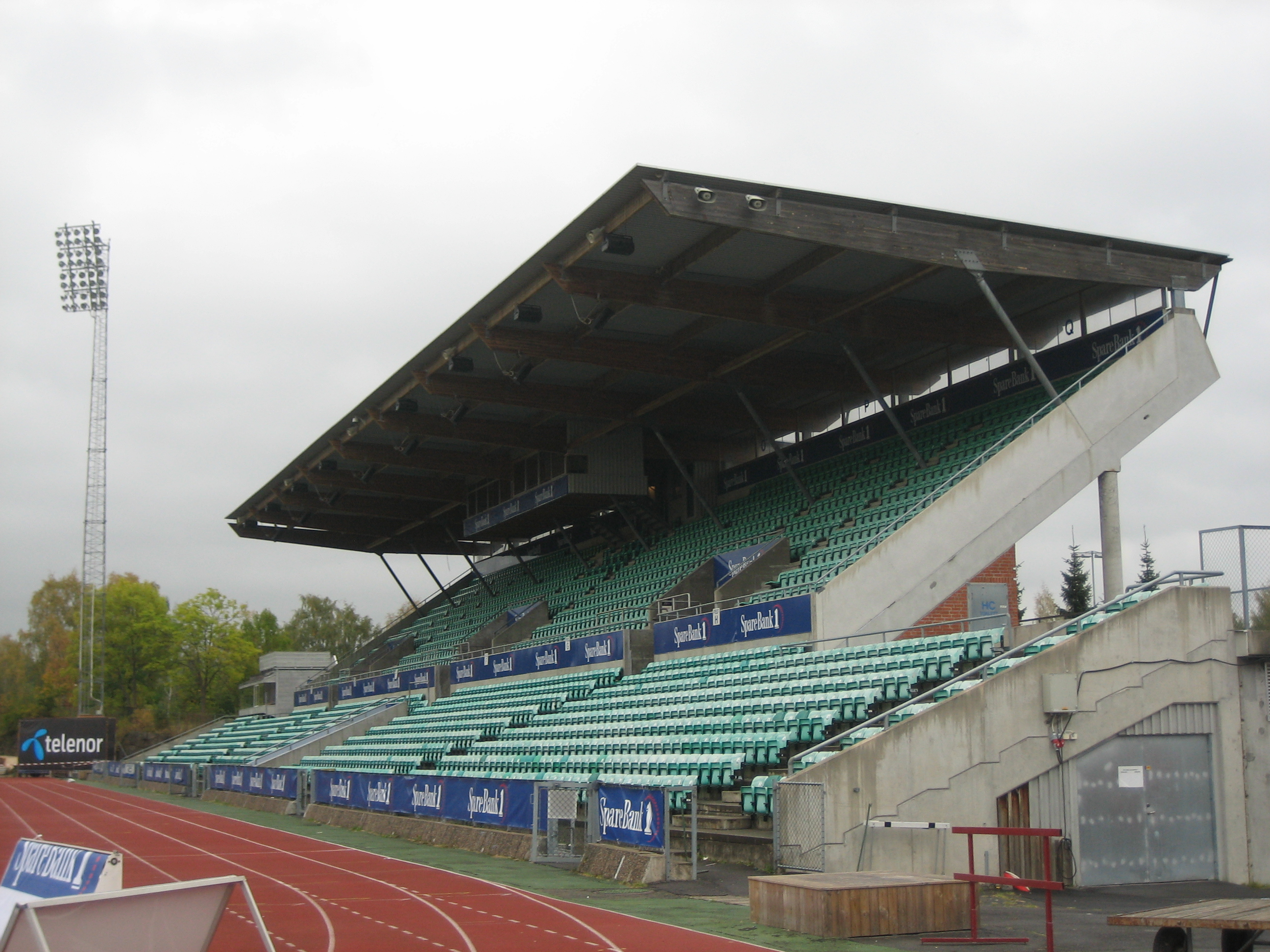
Стадіон клуба «Неддеруд»

До 2008 року команда проводила домашні матчі на стадіоні «Неддеруд». Після цього перебазувалася на «Telenor Arena», яка вміщує 15 000 глядачів. Але через фінансові проблеми з новою ареною команда змушена була повернутися на «Неддеруд» місткістю трохи менше 5 000 глядачів.
Рекорд відвідуваності на матчах «Стабека» приходиться на 13 вересня 2009 року, коли матч із «Русенборгом» на «Теленор Арені» переглянуло одразу 13 402 глядача.

## Цікаві факти
У 2009 році «Стабек» став  першим клубом Норвегії, чоловіча і жіноча команди якого виступали у Прем'єр - лізі. Згодом таким клубом став і «Ліллестрем».

## Досягнення
Чемпіонат Норвегії:
- Чемпіон (1): 2008
- Срібний призер (1): 2007
- Бронзовий призер (4): 1998, 2003, 2009, 2015

Кубок Норвегії:
- Володар кубка (1): 1998
- Фіналіст (1): 2008

Суперкубок Норвегії:
- Володар кубка (1): 2009

## Виступи в єврокубках
| Сезон   | Змагання            | Раунд                        | Суперник              | Вдома | На виїзді | В сукупності |  |
| ------- | ------------------- | ---------------------------- | --------------------- | ----- | --------- | ------------ |  |
| 1997    | Кубок Інтертото     | Група 5                      | Панахаїкі             | –     | 1–1       | 3-є          |  |
| 1997    | Кубок Інтертото     | Група 5                      | Б36 Торсгавн          | 5–0   | –         | 3-є          |  |
| 1997    | Кубок Інтертото     | Група 5                      | Генк                  | –     | 3–4       | 3-є          |  |
| 1997    | Кубок Інтертото     | Група 5                      | Динамо Москва         | 1–1   | –         | 3-є          |  |
| 1998    | Кубок Інтертото     | Перший раунд                 | Воєводина             | 1–2   | 2–3       | 3–5          |  |
| 1999–00 | Кубок УЄФА          | Перший раунд                 | Депортіво Ла-Корунья  | 1–0   | 0–2       | 1–2          |  |
| 2000    | Кубок Інтертото     | Перший раунд                 | Флоріана              | 2–0   | 1–1       | 3–1          |  |
| 2000    | Кубок Інтертото     | Другий раунд                 | Осер                  | 0–2   | 0–3       | 0–5          |  |
| 2002–03 | Кубок УЄФА          | Кваліфікаційний раунд        | Лінфілд               | 4–0   | 1–1       | 5–1          |  |
| 2002–03 | Кубок УЄФА          | Перший раунд                 | Андерлехт             | 1–2   | 1–0       | 2–2          |  |
| 2004–05 | Кубок УЄФА          | Другий кваліфікаційний раунд | Гака                  | 3–1   | 3–1       | 6–2          |  |
| 2004–05 | Кубок УЄФА          | Перший раунд                 | Сошо                  | 0–5   | 0–4       | 0–9          |  |
| 2008–09 | Кубок УЄФА          | Другий кваліфікаційний раунд | Ренн                  | 2–1   | 0–2       | 2–3          |  |
| 2009–10 | Ліга чемпіонів УЄФА | Другий кваліфікаційний раунд | Тирана                | 4–0   | 1–1       | 5–1          |  |
| 2009–10 | Ліга чемпіонів УЄФА | Третій кваліфікаційний раунд | Копенгаген            | 0–0   | 1–3       | 1–3          |  |
| 2009–10 | Ліга Європи УЄФА    | Плей-оф раунд                | Валенсія              | 0–3   | 1–4       | 1–7          |  |
| 2010–11 | Ліга Європи УЄФА    | Другий кваліфікаційний раунд | Дніпро Могильов       | 2–2   | 1–1       | 3–3(г)       |  |
| 2012–13 | Ліга Європи УЄФА    | Перший кваліфікаційний раунд | Ювяскюля              | 3–2   | 0–2       | 3–4          |  |
| 2016–17 | Ліга Європи УЄФА    | Перший кваліфікаційний раунд | Коннаг'с Куей Номандс | 0–1   | 0–0       | 0–1          |  |